# Кадиево (вилает Лозенград)
 Тази статия е за селото в Турция.  За селото в България вижте Кадиево.  
Кадиево или Българско Кадиево (на турски: Kadıköy, Кадъкьой) е село в Източна Тракия, Турция, околия Лозенград, вилает Лозенград.

## География
Селото се намира на 12 километра северно от вилаетския център Лозенград (Къркларели).

## История
В 19 век Кадиево е българско село в Лозенградска кааза на Одринския вилает на Османската империя. Според „Етнография на вилаетите Адрианопол, Монастир и Салоника“, издадена в Константинопол в 1878 година и отразяваща статистиката на населението от 1873 Кадиево (Kadievo) е село с 85 домакинства и 408 жители българи.
Според статистиката на професор Любомир Милетич в 1912 година в Кадиево живеят 72 български екзархийски семейства или 304 души.
При избухването на Балканската война в 1912 година четирима души от Кадиево са доброволци в Македоно-одринското опълчение.
Българското население на Кадиево се изселва след Междусъюзническата война в 1913 година, когато селото остава в Турция.

## Личности
Родени в Кадиево
- Бахари Стефанов (1886 – ?), македоно-одрински опълченец, 1 рота на 5 одринска дружина[4]
- Драган Иванов (? – 1913), македоно-одрински опълченец, Нестроева рота на 12 лозенградска дружина, загинал на 25 март 1913 година[5]
- Калуд Петков Мушаков, български комунист, роден на 12 февруари 1897, член на БКП от 1919 година, в СССР от 1928 година, член на ВКП (б) от 1928 година, арестуван 1937 година, освободен, участник във Втората световна война, завърнал се в България през 1947 година, член на БКП и обявен за активен борец, починал през 1958 година[6]
- Петко Илиев Стоянов (1880 – ?), македоно-одрински опълченец, жител на Анхиало, 1 рот ана Лозенградската партизанска дружина, 3 рота на 13 кукушка дружина[7]
- Сотир Янков (1890 – 1970), български комунист[8]
- Станко Филипов Станков (? – 1916), македоно-одрински опълченец, жител на Варна, 4 и Нестроева рота на 8 костурска дружина,[9] загинал през Първата световна война[10]
- Стоян Атанасов Купенов (1902 – 1941), български и съветски комунист[11]

Починали в Кадиево
- Гено Вълков Шаранков, български военен деец, младши подофицер, загинал през Балканската война[12]